# Cactus production
 (juillet 2012).
Cactus production est un groupe de production privé tunisien créé par Sami Fehri le 1er janvier 2002. Il est notamment connu pour avoir produit nombre d'émissions et de séries.
Ce groupe est détenu à hauteur de 51 % par l'État tunisien qui a récupéré les parts de Belhassen Trabelsi après la révolution de 2011.

## Historique
Sami Fehri, souhaitant produire des émissions inspirées de programmes étrangers, les propose à l'Établissement de la radiodiffusion-télévision tunisienne. Mais ce dernier ne pouvant être une société de diffusion et de distribution en même temps, Fehri fonde sa propre boîte de production. Pour commencer, il achète auprès d'Endemol les droits de l'émission Le Maillon faible pour créer sa version tunisienne, Akher Karar. Au vu de son succès important, il achète les droits de l'émission À prendre ou à laisser, qui devient Dlilek Mlak, puis d'autres émissions comme Y'a que la vérité qui compte qui devient Andi Mankolek. Il lance également le Sofiène show inspiré d'une émission étrangère pour enfants.
La société produit ensuite sa première série télévisée, Maktoub.

## Productions

### Émissions
- 2003-2005 : Akher Karar
- 2005-2018 : Dlilek Mlak
- 2007-2021 : Andi Mankolek
- 2007-2010 : Ahna Haka
- 2009-2017 : Klem Ennes
- 2009-2010 : Sofiène show
- 2011 : La Logique politique
- 2011-2022 : Labès
- 2011 : Hiwar Khass
- 2012 : Yawmiyet Mouwaten
- 2013-2014 : Roufiat El Jalsa
- 2014 : 24/7
- 2014 : Liman Yajroo Fakat
- 2014 : I-Tech
- 2015 : Malla Chef
- 2015-2017 : Dari Déco
- 2016 : Liman Yadhak Fakat (à la place de Labès durant un mois)
- 2016 : Ahla W Sahla (à la place de Liman Yajroo Fakat durant un mois)
- 2016 : Ma Binetna (à la place de Andi Mankolek durant trois mois)
- 2016 : Lessa Faker
- 2016-2017 : 360° degrés
- 2016-2017 : El Hak Maak
- 2018 : Idhak Maana
- 2020 : Liman Yadhak Fakat
- 2021 : Abdelli Big Show

### Séries
- 2008-2014 : Maktoub
- 2010 : Casting
- 2012-2013 : Bent Walad
- 2013 : Layem
- 2015-2020 : Awled Moufida
- 2019 : El Harba
- 2020 : El Hajr El Sehi